# 労働災害防止団体法
労働災害防止団体法（ろうどうさいがいぼうしだんたいほう、昭和39年6月29日法律第118号）は、労働災害の防止を目的とする事業主の団体による自主的な活動を促進するための措置を講じ、もって労働災害の防止に寄与することに関する法律である。当初公布時は「労働災害防止団体等に関する法律」であったが、1972年（昭和47年）6月の改正時に現法律名へ改めている。

## 構成
- 第一章　総則（第1条―第7条）
- 第二章　労働災害防止団体
  - 第一節　通則（第8条―第10条）
  - 第二節　中央労働災害防止協会（第11条―第35条）
  - 第三節　労働災害防止協会（第36条―第50条）
  - 第四節　監督（第51条―第53条）
  - 第五節　補則（第54条―第56条）
- 第三章　雑則（第57条・第58条）
- 第四章　罰則（第59条―第63条）
- 附則

## 労働災害防止団体
本法律に基づき厚生労働大臣の認可を受けた者は、労働災害防止団体（中央労働災害防止協会あるいは労働災害防止協会）を設立できる。また労働災害防止団体でない者はその名称中に「労働災害防止協会」の文字を含んではならない規定があり、現存する認可5団体はいずれも団体の名称に「労働災害防止協会」の文字を使用しているとともに、東京都港区芝の安全衛生総合会館に本部を設置し、かつ特別民間法人と位置づけられている。

### 中央労働災害防止協会（中央協会）
中央協会は全国を通じて1団体のみ設立できる。次項に述べる労働災害防止協会のほか、労働災害防止協会の加入対象とならない業種の全国的団体や、労働災害防止活動を行う団体などを会員とする。
なお、中央協会として認可を受けている唯一の団体の名称も、中央労働災害防止協会（略称は「中災防」）である。中災防は法律施行と同じ1964年に認可法人として設立、2000年に特別民間法人へ移行している。

#### 中央協会の業務
中央協会は、次の業務を行なう事が義務付けられている。
- 労働災害の防止に関する会員間の連絡・調整
- 事業主、事業主の団体等が行なう労働災害防止活動の促進
- 教育及び技術的援助のための施設の設置運営
- 技術的な事項の指導及び援助（指定5業種を除く）
- 機械及び器具の試験・検査
- 労働者の技能に関する講習（→技能講習）
- 情報及び資料の収集・提供
- 調査・広報
- その他必要な業務

また、国からの委託を受けて、次の業務を行うことができる。 
- 安全衛生教育に従事する指導員の養成及び資質の向上を図るための業務
- 化学物質等で労働者の健康障害を生ずるおそれのあるものの有害性の検査のための業務
- 快適な職場環境の形成に関する情報及び資料の収集・提供、広報その他の啓発活動
- 一般社団法人又は一般財団法人で、都道府県の区域内において事業者に対する快適な職場環境を形成するための措置に係る技術的な事項についての指導及び援助その他の快適な職場環境の形成の促進に関する業務を行うものに対しての相談・助言その他の援助

### 労働災害防止協会（協会）
協会は強制的に中央協会の会員となる事が定められている。また、「労働災害防止団体等に関する法律第二条第四号の規定に基づき業種を指定する告示」（労働省、1964年7月）にて指定する4業種に加え、鉱業が「鉱業に係る労働災害防止協会に関する省令」（通商産業省、同年8月）にて別途指定されており、それぞれ1団体に限って設立できるとしている。指定4業種それぞれの団体は、同年に以下の名称でいずれも認可法人として設立され、1989年に特別民間法人へ移行している。なお、鉱業労働災害防止協会（鉱災防）は2014年3月31日に解散した。
- 建設業労働災害防止協会（建災防）
- 陸上貨物運送事業労働災害防止協会（陸災防）
- 林業・木材製造業労働災害防止協会（林災防）
- 港湾貨物運送事業労働災害防止協会（港湾災防）

#### 協会の業務
協会は労働災害防止規程を設定し、また労働災害の防止に関する技術的な事項について指導及び援助を会員に対して行うことが義務付けられている。加えて、以下の業務も可能である。なお、法に規定の無い業務を行うことは禁じられている。
- 機械及び器具についての試験・検査
- 労働者の技能に関する講習
- 情報及び資料の収集・提供
- 調査・広報
- 以上の業務に附帯する業務

## 本法律で規定する資格
中央協会には労働災害防止に関する技術的な事項を指導、援助する者として安全管理士及び衛生管理士の設置が義務付けられており、協会もこれを準用する事が定められている。なお厚生労働省管轄の資格に名称が酷似しているもの（労働安全衛生法における安全管理者及び衛生管理者）があるが、大きく異なる。
これらの資格には法令に定める試験や養成講習などはなく、中央協会又は協会の会長が他の法令による資格や学歴・実務経験を持つ者の中から選任する。選任者数についての規定もないが、例として建設業労働災害防止協会の場合、本部と北海道・宮城県・愛知県・大阪府・香川県ならびに福岡県の支部にそれぞれ、安全管理士と衛生管理士を配置している。

### 安全管理士
安全管理士は、労働災害防止団体法施行規則、及び安全管理士の資格を定める告示、鉱業に係る労働災害防止協会に関する経済産業省令により、以下の者の中から選任することとされている必置資格である。
鉱業に係る安全管理士
- 上級保安技術職員試験に合格した者
- 上級保安技術職員試験に合格した者と同等以上と認める者

（2004年度をもって保安技術職員試験を廃止したため）
（その他の）安全管理士
- 大学又は高等専門学校において産業安全についての学科を修めて卒業した者で、その後7年以上産業安全についての実務経験を有するもの
- 高等学校において工業に関する学科を修めて卒業した者で、その後10年以上産業安全についての実務経験を有するもの
- 労働安全コンサルタント
- 大学又は高等専門学校において産業安全についての学科以外の学科を修めて卒業した者で、その後7年以上国の産業安全専門官等として産業安全についての実務経験を有するもの
- 高等学校において工業に関する学科以外の学科を修めて卒業した者で、その後10年以上国の産業安全専門官等として産業安全についての実務経験を有するもの

### 衛生管理士
衛生管理士は、労働災害防止団体法施行規則、及び衛生管理士の資格を定める告示により、以下の者の中から選任することとされている必置資格である。鉱業に係る労働災害防止協会に関する経済産業省令においても同様である。
- 医師、歯科医師又は薬剤師の免許を受けた者で、その後4年以上の労働衛生に係る実務の経験を有するもの
- 大学又は高等専門学校において労働衛生に係る学科を修めて卒業した者で、その後7年以上の労働衛生に係る実務の経験を有するもの
- 労働衛生コンサルタント
- 大学又は高等専門学校において労働衛生に係る学科以外の正規の学科を修めて卒業した者で、その後7年以上労働衛生専門官の職務その他の厚生労働省、都道府県労働局又は労働基準監督署において労働衛生に係る職務に従事した経験を有するもの
- 高等学校において理科系統の学科以外の正規の学科を修めて卒業した者で、その後10年以上労働衛生専門官の職務その他の厚生労働省、都道府県労働局又は労働基準監督署において労働衛生に係る職務に従事した経験を有するもの

### 他の資格の受験資格
安全管理士に選任されている者又は選任された経験のある者は労働安全コンサルタント試験、衛生管理士に選任されている者又は選任された経験のある者は労働衛生コンサルタント試験の受験資格を得られる。